# مالیمبه کاکلی
مالیمبه کاکلی (نام علمی: Malimbus malimbicus) نام یک گونه از سرده مالیمبه‌ها است.